# Passavant-sur-Layon
Passavant-sur-Layon é uma comuna francesa na região administrativa da Pays de la Loire, no departamento de Maine-et-Loire. Estende-se por uma área de 4,91 km². Em 2010 a comuna tinha 129 habitantes (densidade: 26,3 hab./km²).